# Freddy Elie
Fréderic José Elie Arlet (Puerto Príncipe, Haití; 10 de marzo de 1946 - Maracaibo, Venezuela; 2 de noviembre de 2023), más conocido como Freddy Elie, fue un futbolista, entrenador y preparador venezolano. Jugaba como defensa y su último equipo fue la Universidad de Los Andes de la Primera División de Venezuela. Fue internacional entre 1964 y 1977 con la Selección de fútbol de Venezuela en la posición de defensa central, del cual fue capitán entre los años sesenta y setenta. Desde su etapa de jugador ostenta el récord de más partidos jugados por un futbolista venezolano en Copa Libertadores: 50, a lo largo de diez torneos con el Deportivo Galicia, Deportivo Italia, Valencia Fútbol Club y Portuguesa Fútbol Club. Fue el primer jugador venezolano contratado en el extranjero.
Como entrenador, dirigió a la selección de fútbol sub-17 de Venezuela entre 1985 y 1986.

## Trayectoria
Elie nació en Puerto Príncipe (Haití) de padres originariamente franceses y llegó a Venezuela en 1954, cuando tenía ocho años de edad. Cuando cumplió la mayoría de edad recibió el permiso especial para jugar con la Selección de fútbol de Venezuela a la edad de 17 años.
Elie destacó por su capacidad de cabeceo y su rapidez, la misma que lo hizo famoso en la década del sesenta al jugarle un túnel al legendario Pelé. Creció en La Guaira, Venezuela, debutando profesionalmente con el Deportivo Galicia. 
Identificado por Mino D'Ambrosio como una promesa del futbol venezolano, luego pasaría al Deportivo Italia en 1970.  Con el Deportivo Italia participó como defensa central en el Pequeño Maracanazo en 1971, partido vencido en el Maracaná de Río de Janeiro con el Fluminense (Campeón del Brasil) del "lobo" Zagallo (que había apenas conquistado el Mundial de 1970).
Sucesivamente pasó más tarde al Valencia Fútbol Club. Fue, también, el primer jugador venezolano contratado en el extranjero. En 1972 dejó Venezuela y llegó a Chimbote, Perú para jugar por el José Gálvez FBC, motivado por que su esposa era peruana.
En 1973 fue fichado por Alianza Lima. En Matute fue titular durante mediados de la campaña de ese año, haciendo dupla con Javier 'El Muerto' Gonzales en la zaga central. Para el tramo final del campeonato, perdió el puesto y pasó a alternar en los segundos tiempos.
Regreso a Venezuela con una fama de oro, disfrutando una libertad que le permitió recorrer el país junto a equipos históricos como el Tiquire-Canarias y el Portuguesa Fútbol Club, con el que comparte tres de sus cinco campeonatos.
Culminó su carrera en 1981 con la Universidad de Los Andes, luego de pasar por Tiquire-Canarias y Lara Fútbol Club.

## Selección nacional
Fue jugador de selección desde su primera presentación oficial en 1964 y llegó a ser capitán de la escuadra en las Eliminatorias rumbo a México '70. De hecho, alguna vez Rafael Santana Flores, exjugador y extécnico de la selección venezolana, afirmó que Elie fue el mejor zaguero de la historia de su país.
Defendió a la selección de Venezuela en su primera Eliminatoria, y también en la primera Copa América que disputó (1967). Participó en Juegos Bolivarianos y en otros dos premundiales.

### Participaciones internacionales

#### Campeonato Sudamericano Sub-20
| Campeonato Sudamericano Sub-20 | Sede     | Resultado | Partidos | Goles |
| ------------------------------ | -------- | --------- | -------- | ----- |
| Sudamericano Sub-20 de 1964    | Colombia | 7.º lugar | 5        | 0     |

#### Copa América
| Copa América                 | Sede    | Resultado | Partidos | Goles |
| ---------------------------- | ------- | --------- | -------- | ----- |
| Campeonato Sudamericano 1967 | Uruguay | 5.º lugar | 4        | 0     |

#### Eliminatorias mundialistas
| Eliminatorias     | Resultado    | PJ | Goles |
| ----------------- | ------------ | -- | ----- |
| Eliminatoria 1966 | Primera fase | 4  | 1     |
| Eliminatoria 1970 | Primera fase | 6  | 0     |
| Eliminatoria 1978 | Primera fase | 4  | 0     |

## Clubes

### Como jugador
| Club                     | País      | Año         |
| ------------------------ | --------- | ----------- |
| Deportivo Galicia        | Venezuela | 1964 - 1968 |
| Deportivo Italia         | Venezuela | 1969 - 1970 |
| Valencia F.C.            | Venezuela | 1971 - 1972 |
| José Gálvez              | Perú      | 1972        |
| Alianza Lima             | Perú      | 1973        |
| Valencia F.C.            | Venezuela | 1974 - 1975 |
| Portuguesa F.C.          | Venezuela | 1975 - 1977 |
| Tiquire-Canarias         | Venezuela | 1977 - 1978 |
| Lara F.C.                | Venezuela | 1979 - 1980 |
| Universidad de Los Andes | Venezuela | 1981        |